# Oxyrhachis
Elionurus je monotipski biljni rod iz porodice Poaceae, dio je podtribusa Rhytachninae. Jedina vrsta je trajnica O. gracillima, raširena po dijelovima tropske i južne Afrike

Naraste od 20 do 60 cm visine.

## Sinonimi
- Oxyrhachis mildbraediana Pilg.
- Rottboellia gracillima Baker